# Guillaume Tell (athlétisme)
Pour les articles homonymes, voir Guillaume Tell (homonymie).
Guillaume Tell, né le 8 juillet 1902 à Aix-en-Provence et mort le 6 octobre 1998  dans cette même ville, est un athlète français spécialiste des courses de fond. 

## Biographie
Guillaume François Jean Tell est le fils de Jean Tell, cordonnier, et de Rose Catala.
Il participe aux olympiades de 1924 et de 1928.

## Palmarès

### Jeux olympiques
- Jeux olympiques d'été de 1924 à Paris (France)
  - 7e sur le 10.000m en 32 min 12 s
- Jeux olympiques d'été de 1928 à Amsterdam (Pays-Bas)
  - 29e au marathon en 2 h 51 min 18 s